# Oudtshoorn Local Municipality
Oudtshoorn (englisch Oudtshoorn Local Municipality, afrikaans Oudtshoorn Plaaslike Munisipaliteit) ist eine Lokalgemeinde im Distrikt Garden Route der südafrikanischen Provinz Westkap. Der Sitz der Gemeindeverwaltung befindet sich in Oudtshoorn. Bürgermeister ist Christiaan Macpherson.
Die Gemeinde ist benannt nach Baron van Rheede van Oudtshoorn, früherer Gouverneur der Kapkolonie, der 1773 auf einer Seereise zum Kap starb.

## Städte und Orte
| - De Rust - Dysselsdorp - Grootkraal - Kruisrivier - Le Roux - Matjiesrivier - Oudtshoorn - Schoemanshoek | - Stolsvlakte - Vlakteplaas - Volmoed - Waaikraal |

## Bevölkerung
Im Jahr 2011 hatte die Gemeinde 95.933 Einwohner auf einer Gesamtfläche von 3537 km². Davon waren 77,3 % Coloured, 12,5 % weiß und 9,1 % schwarz. Gesprochen wurde zu 88,9 % Afrikaans, zu 4,7 % isiXhosa und zu 2,2 % Englisch.

## Sehenswürdigkeiten

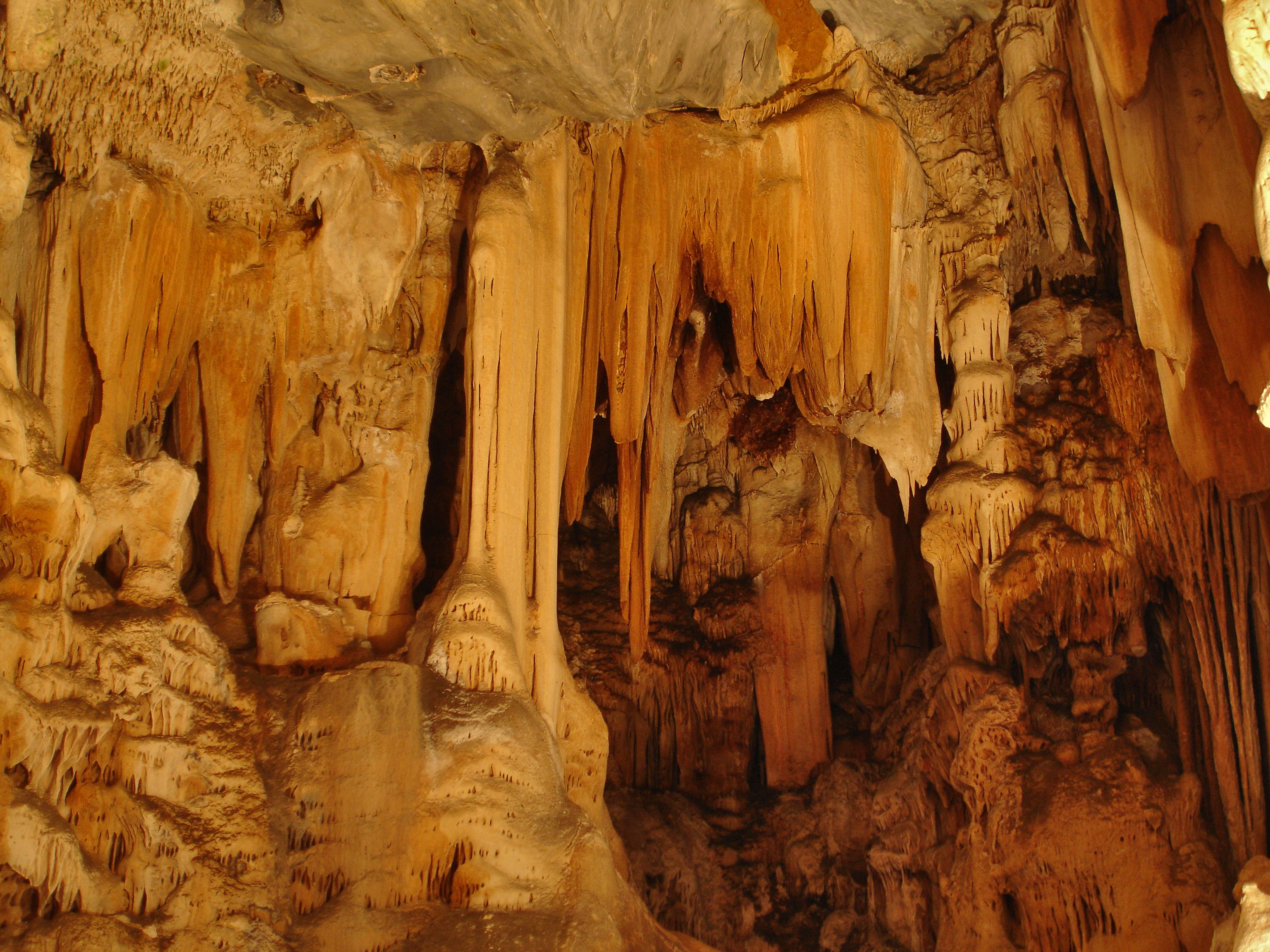
Die Tropfsteinhöhle Cango Caves bei Oudtshoorn
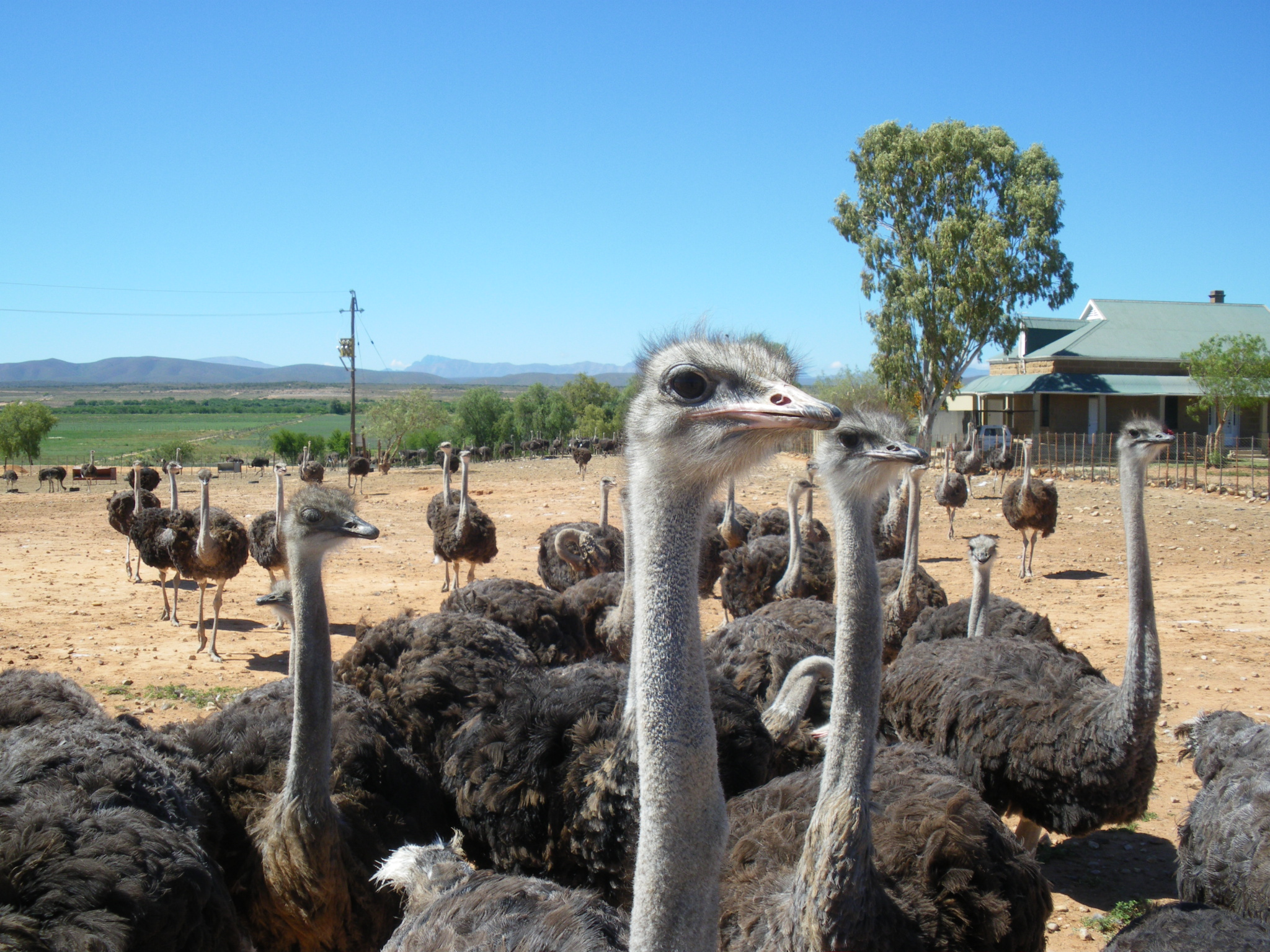
Eine Straußenfarm bei Oudtshoorn
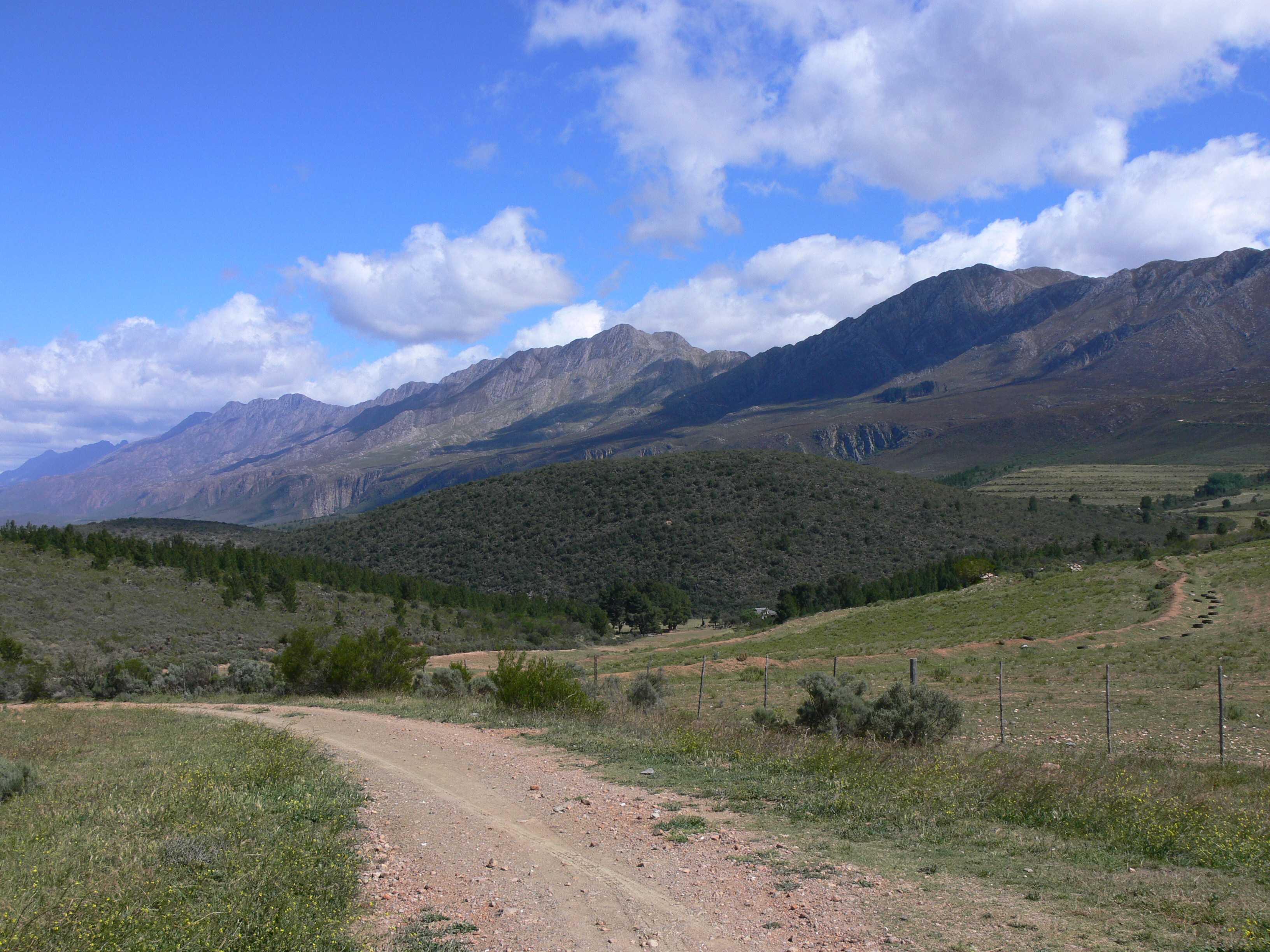
Die Swartberge nahe Oudtshoorn